# Liên đoàn bóng đá Tây Á
Liên đoàn bóng đá Tây Á (WAFF) (Tiếng Ả Rập: اتحاد غرب آسيا لكرة القدم  ) là một tổ chức quản lý bóng đá của khu vực Tây Á, được thành lập vào năm 2001 với các thành viên: Iran, Iraq, Jordan, Liban, Palestine và Syria (Iran hiện đã gia nhập liên đoàn bóng đá Trung Á - CAFA bắt đầu từ năm 2015). WAFF hiện đang là thành viên của Liên đoàn bóng đá châu Á.

## Thành viên
Hiện nay, WAFF có 12 thành viên trực thuộc, bao gồm:

| Liên đoàn Bóng đá Quốc gia | Năm Gia nhập | Đội tuyển Nam | Đội tuyển Nữ |
| -------------------------- | ------------ | ------------- | ------------ |
| Bahrain                    | 2010         | Bahrain       | Bahrain      |
| Iraq                       | 2001         | Iraq          | -            |
| Jordan                     | 2001         | Jordan        | Jordan       |
| Kuwait                     | 2010         | Kuwait        | Kuwait       |
| Liban                      | 2001         | Liban         | Liban        |
| Oman                       | 2010         | Oman          | -            |
| Palestine                  | 2001         | Palestine     | Palestine    |
| Qatar                      | 2009         | Qatar         | -            |
| Ả Rập Xê Út                | 2010         | Ả Rập Xê Út   | -            |
| Syria                      | 2001         | Syria         | Syria        |
| UAE                        | 2009         | UAE           | UAE          |
| Yemen                      | 2009         | Yemen         | -            |

## Các giải bóng đá
| Giải Bóng Đá                            | Đội Vô Địch   |
| --------------------------------------- | ------------- |
| Giải vô địch bóng đá Tây Á              | Kuwait (2010) |
| Giải vô địch bóng đá nữ Tây Á           | Jordan (2014) |
| Giải vô địch bóng đá trong nhà Tây Á    | Iraq (2009)   |
| Giải vô địch bóng đá trong nhà nữ Tây Á | Iran (2008)   |
| Giải vô địch bóng đá U-15 Tây Á         | Iran (2009)   |